# Bamhni
Bamhni es una ciudad censal situada en el distrito de Nagpur en el estado de Maharashtra (India). Su población es de 10341 habitantes (2011). Se encuentra a 44 km de Nagpur.

## Demografía
Según el censo de 2011 la población de Bamhni era de 10341 habitantes, de los cuales 5407 eran hombres y 4934 eran mujeres. Bamhni tiene una tasa media de alfabetización del 90,25%, superior a la media estatal del 82,34%: la alfabetización masculina es del 94,02%, y la alfabetización femenina del 86,17%.